# Cathédrale Saint-Étienne de Paris
Pour l’article homonyme, voir Cathédrale grecque Saint-Étienne de Paris.
Cette  cathédrale ne doit pas être confondue avec une autre cathédrale de Paris.
 D’autres cathédrales portent le nom de cathédrale Saint-Étienne.
La basilique Saint-Étienne de Paris était la cathédrale de l'évêque suffragant de Paris, depuis le IVe ou VIe siècle jusqu'à sa destruction entre 1160 et 1163 et la construction de l'actuelle cathédrale Notre-Dame de Paris. Consacrée à saint Étienne, elle se trouvait à l’emplacement du parvis et des premières travées de la cathédrale actuelle.
Derrière la cathédrale Saint-Étienne, vers le chœur de la cathédrale actuelle, se trouvait une autre église dédiée à sainte Marie et nommée Notre-Dame. Elle fut incendiée lors de l'invasion normande de 856 puis reconstruite vers 857, date à laquelle elle serait devenue cathédrale.

## Historique
Dans le monde chrétien du haut Moyen Âge, il est très fréquent que la cathédrale (ecclesia) comporte, suivant les usages, plusieurs églises, formant ainsi un groupe épiscopal. Il était bien souvent composé de deux églises jumelles ou alignées, dites cathédrale double (de), pourvues d'un baptistère.
À Paris les sources écrites et les fouilles archéologiques permirent de reconstituer le groupe épiscopal avec la cathédrale Saint-Étienne (réservée aux catéchumènes) et Notre-Dame (réservée aux baptisés), le baptistère Saint-Jean-le-Rond et la basilique Saint-Germain-le-Vieux de Paris. 
Elle est mentionnée pour la première en qualité de siège épiscopal en 690.
En 829 elle est encore église principale du groupe épiscopal.
La translation du corps de saint Germain de Paris ayant eu lieu lors du siège de Paris par les Normands, l'église cathédrale fut épargnée lorsqu'ils levèrent le siège en 887. Quelque temps après, elle perdit son importance au profit de Notre-Dame. Aucun texte ne fait mention de cette église jusqu'en 1110, où l'on apprend qu'elle est en ruine. Les ruines disparurent lors du début des travaux de l'actuelle cathédrale Notre-Dame vers 1160.
En 1160 l’évêque Maurice de Sully décida la construction d’un sanctuaire d’un nouveau type, beaucoup plus vaste, à la place de la cathédrale Saint-Étienne, qui fut détruite. Les travaux de construction de la nouvelle cathédrale purent débuter dès 1163. La cathédrale semble avoir été bien entretenue jusqu'à sa destruction.
C'est en ces lieux qu'eut lieu le concile de Paris en 829.

## Architecture
Cet édifice a été élevé au IVe siècle sur des substructions romaines et remanié par la suite au VIe siècle avec des éléments plus anciens réemployés. Son vocable et un certain nombre d'arguments historiques laissent à penser qu'elle fut fondée par un roi mérovingien et vraisemblablement par le roi de Paris Childebert Ier (511-558), sans pour autant pouvoir affirmer s'il en fut le promoteur ou simplement le restaurateur.
La cathédrale Saint-Étienne était de très grandes dimensions pour l’époque. Sa façade occidentale se trouvait à une quarantaine de mètres plus à l’ouest que la façade actuelle de Notre-Dame et avait une largeur légèrement inférieure : elle mesurait 36 mètres. Cet édifice mesurait 70 mètres de long, c’est-à-dire un peu plus de la moitié de la longueur de la cathédrale actuelle. Des rangées de colonnes de marbre séparaient une nef de 10 mètres de large et quatre collatéraux, les deux premiers ayant une largeur de 5 mètres et les seconds de 3,5 mètres. Le mur gouttereau du second collatéral sud fut construit sur les fondations du rempart du Bas-Empire. La cathédrale était ornée de mosaïques et coiffée d'un dôme à l'antique, elle devait avoir un porche et probablement un clocher, ainsi qu'une tour sur le côté gauche. 
Les dernières fouilles (1972) ne permirent pas de déterminer avec précision l'historique architectural de cet édifice ni la chronologie de sa construction, ni de savoir si ses cinq nefs furent réalisées à la même époque. La basilique était sans doute assez semblable aux basiliques antiques de Rome ou de Ravenne en Italie.
Divers fragments de mobiliers, terres cuites et marbres découverts aux abords de l'édifice appartiennent au haut Moyen Âge. Différents textes, dont un datant des environs de 1110, permettent d'admettre ces éléments comme des vestiges de la cathédrale.

## Baptistère Saint-Jean-le-Rond
Un baptistère dénommé Saint-Jean-le-Rond et dédié à saint Jean-Baptiste était situé sur le flanc nord de la cathédrale, à l'emplacement actuel de la rue du Cloître-Notre-Dame. Sa présence est attestée avant 452.
Il devait avoir un plan centré comme le montre la titulature du baptistère jusqu’à l’époque moderne.
Au Ve siècle, sainte Geneviève aurait réuni dans le baptistère les femmes parisiennes pour les exhorter à lutter contre Attila par leurs prières.
Il aurait accueilli le corps de saint Germain lorsqu’il fut mis en sûreté dans la Cité en 881, par crainte des Normands.

## Fouilles archéologiques
Depuis le XIXe siècle, de nombreuses fouilles archéologiques ont été entreprises sous le parvis de Notre-Dame de Paris, dont trois campagnes importantes : la première eut lieu en 1847 et fut menée par Théodore Vacquer, le site étant ensuite remblayé, puis en 1907 et enfin de 1965 à 1967, une campagne dirigée par l'archéologue Michel Fleury. Ces fouilles ont permis de mettre au jour d’importants vestiges gallo-romains et du haut Moyen Âge, et notamment les fondations d’un grand édifice religieux de forme basilicale à cinq nefs. Ces vestiges seraient ceux de la basilique Saint-Étienne, construite au IVe ou au VIe siècle et qui constitue la cathédrale précédant l’édifice actuel de Notre-Dame. En 1972, l'architecte J. Hermant réalisa l'aménagement du parvis Notre-Dame et matérialisa, par des pavements de nuances différentes, certains vestiges archéologiques conservés dans la crypte, celle-ci étant aménagée afin de préserver l’ensemble de ces substructions et de les rendre accessibles au public. Depuis l’été 2000, elle est gérée par le musée Carnavalet.

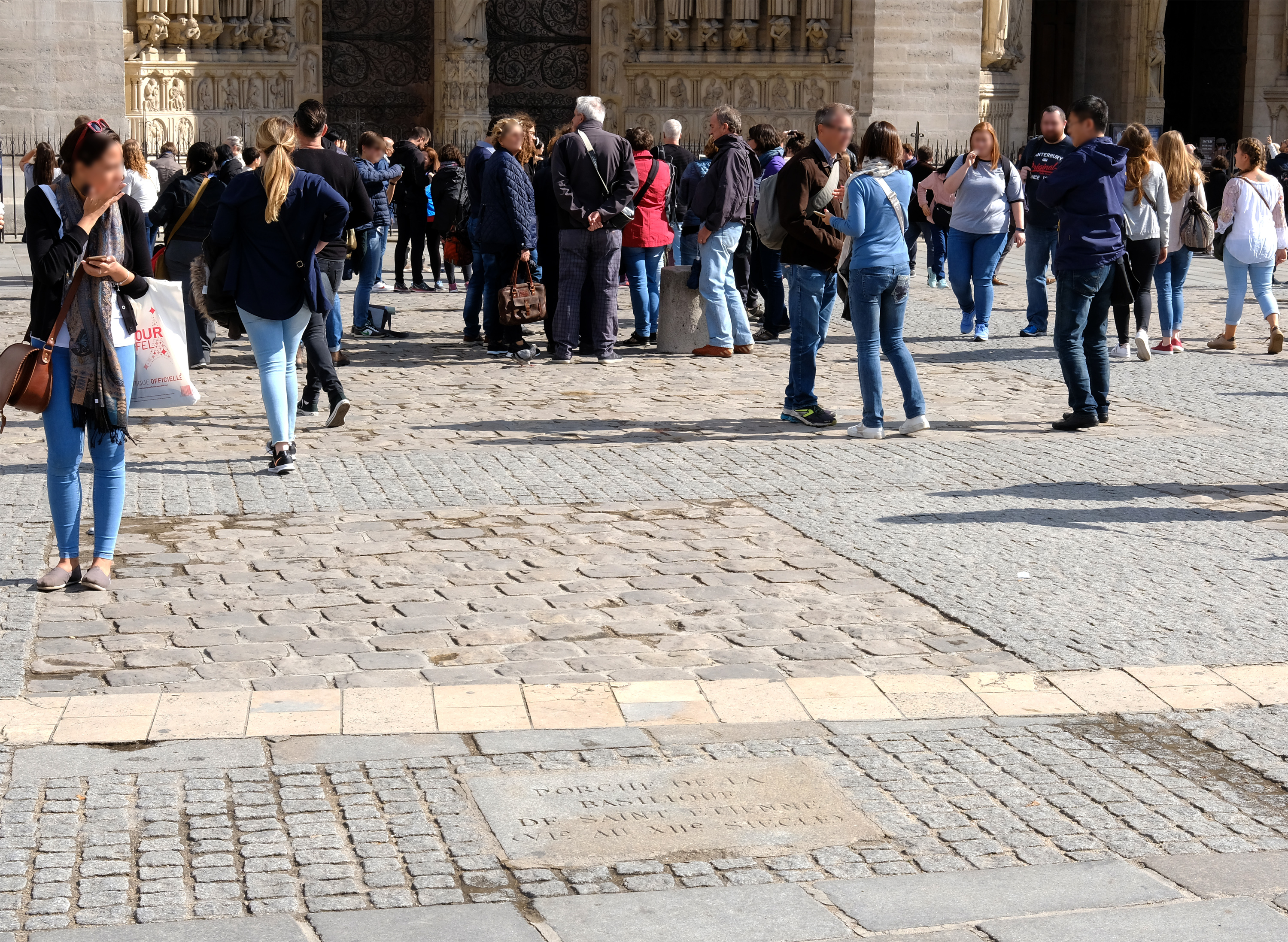
Emplacement de l'ancien porche devant Notre-Dame.
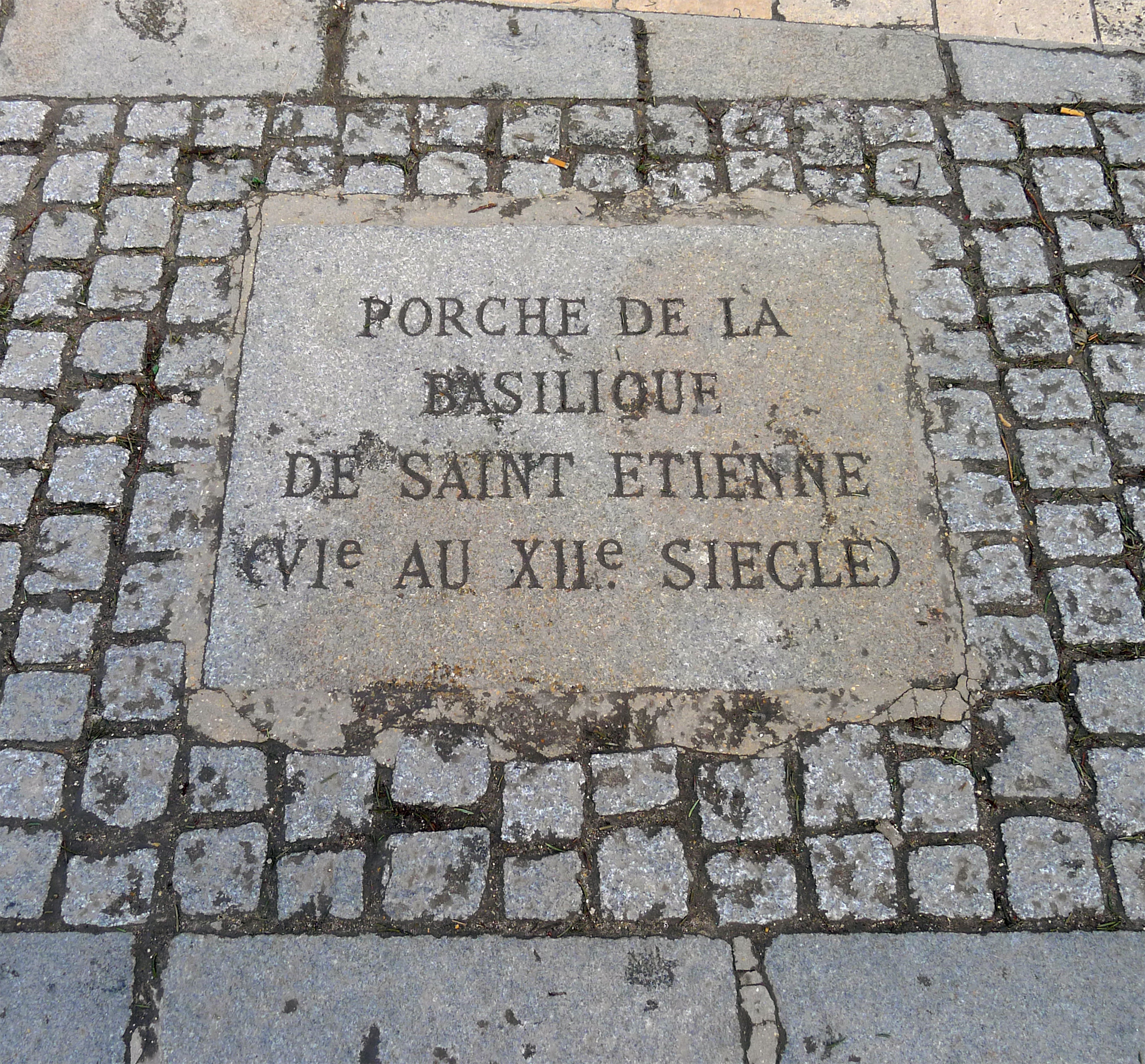
Plaque sur le parvis de Notre-Dame signalant l'emplacement du porche de l'ancienne basilique.